# Aloo gobi
Aloo gobi (tiếng Hindi: आलू गोभी)(tiếng Urdu: آلو گوبی)(tiếng Miến Điện: အာလူးဂေါ်ဖီ álù gốphí /alu: gɔpʰi/, cũng viết 'alu gobi' hoặc 'aloo gobhi' và 'alu gawbi') là một món ăn khô trong ẩm thực Ấn Độ, Nepal và Pakistan làm từ khoai tây (aloo), súp lơ (bông cải) (gob(h)i) và gia vị Ấn Độ. Nó có màu hơi vàng và do sử dụng nghệ, và thỉnh thoảng có kalonji và lá cà ri. Các thành phần phổ biến khác gồm có tỏi, gừng, hành, thân rau mùi (ngò), khoai tây, đậu Hà Lan, và thì là Ai Cập. Có một số biến thể nhưng tên gọi vẫn thế.